# Ай-Йори (родник)
Ай-Йо́ри (укр. Ай-Йорі, крымскотат. Ay Yori, Ай Йори) — источник, расположенный вблизи Алушты (Республика Крым). «Ай-Йори» в переводе означает «Святой Георгий». 

## Описание
Источник расположен на склонах одноимённой горы, которая входит в горный массив Бабуган-яйла, источник не пересыхает даже в самое жаркое лето. Относится к бассейну р. Улу-Узень. Вытекает из отложений трахитовых и сланцевых щебней, Н. А. Головкинский в отчёте 1892 года определил температуру воды в 10,0 °C и дебит в 42287 вёдер в сутки. В материалах Партии Крымских Водных изысканий 1916 года, родник записан, как имеющий два выхода воды Ай-Йори I, находящийся в балке Мутуш на высоте 256 саженей, средний дебет 14440 вёдер в сутки, вода признана годной для питья (современными методами высота над уровнем моря определена в 542 м и температура воды — 10,7 °C). 
Название происходит от греческого святой Георгий (греч. ̓Άγιος Γεώργιος). Впервые, как ручей Георгису, зафиксировано в плане генерального межевания 1837 года.
Вода источника пресная, слабоминерализованная, и считается целебной. В её состав входят такие микроэлементы, как бериллий, ванадий, барий, фтор, цинк, стронций, лантан, марганец и другие.

В паводок вода этого источника гидрокарбонатная кальциевая, в межень — хлоридная магниево-натриевая. Вероятно, это связано с тем, что в паводок источник выносит дождевые и талые воды и частично воды известнякового горного массива Бабугана.

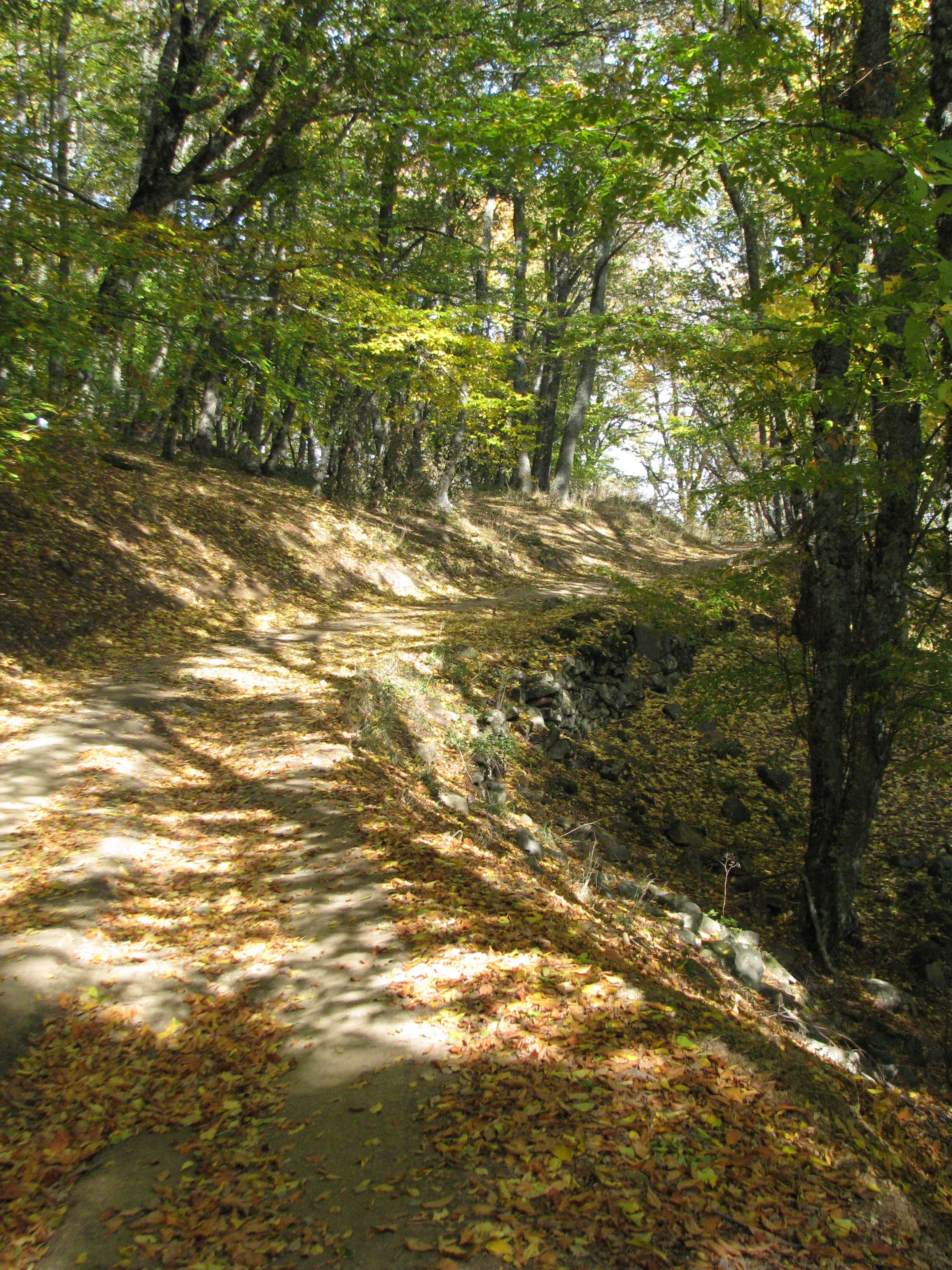
Дорога к источнику Ай-Йори
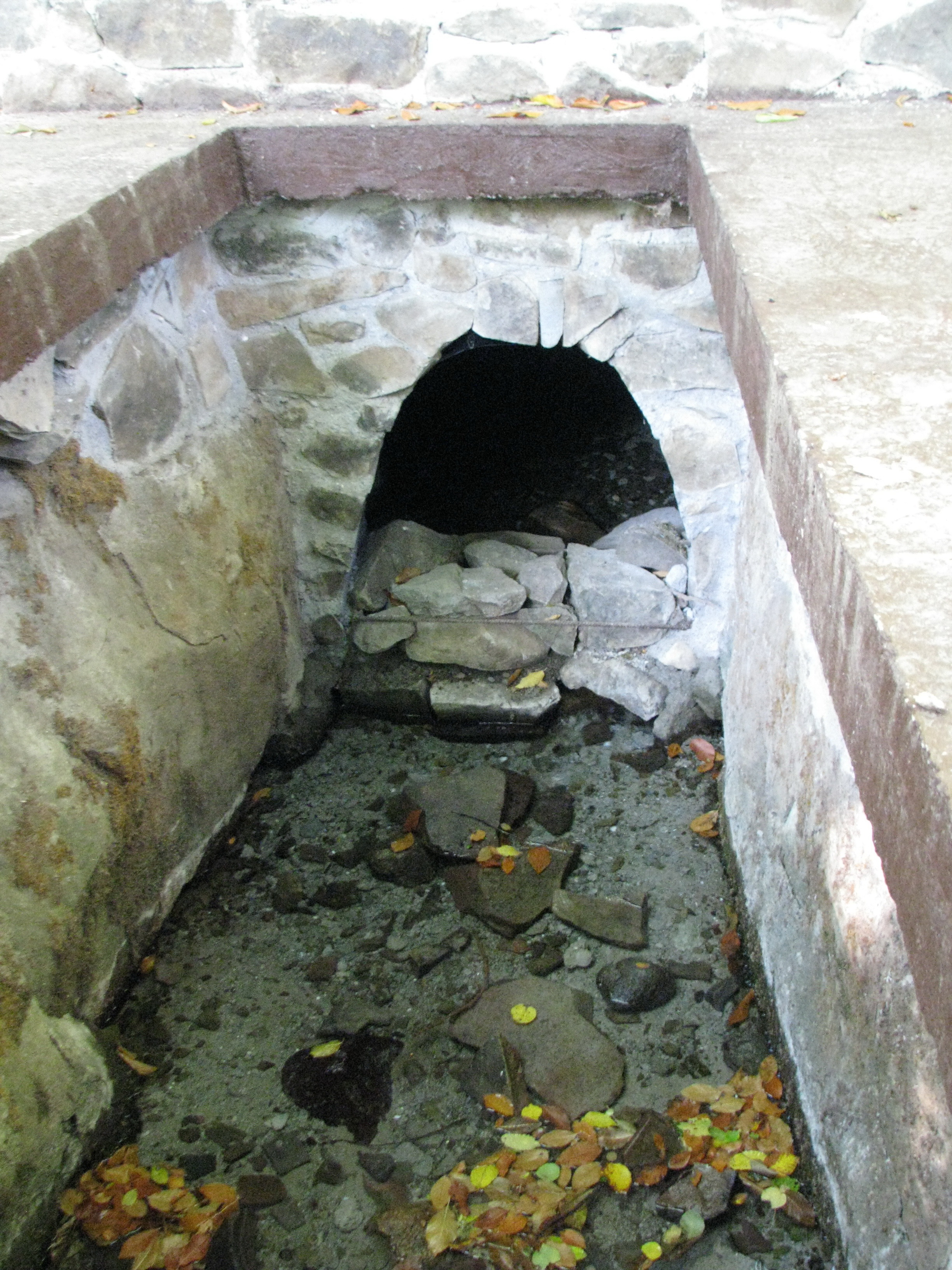
Каптаж источника Ай-Йори
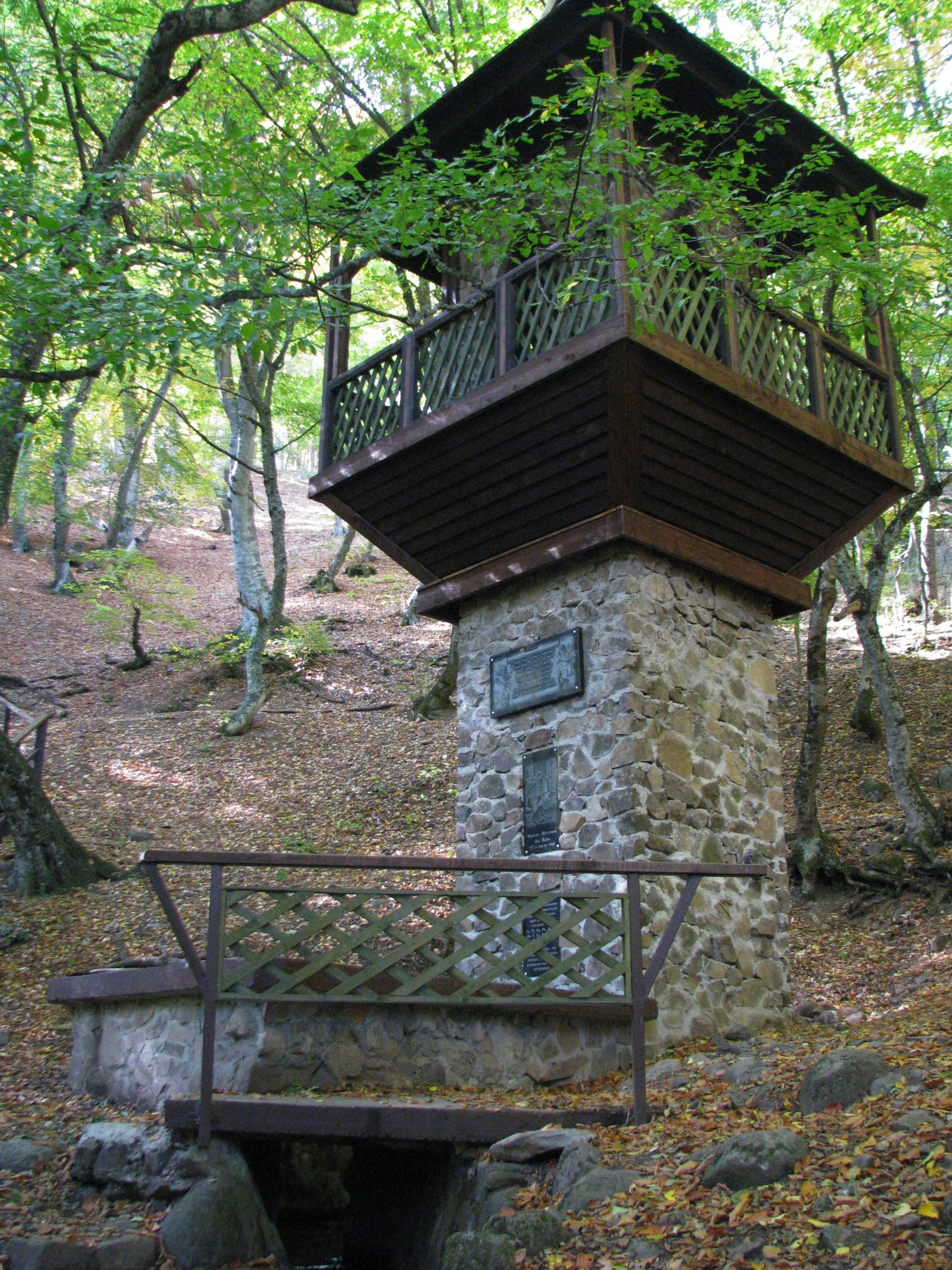
Башня над каптажем
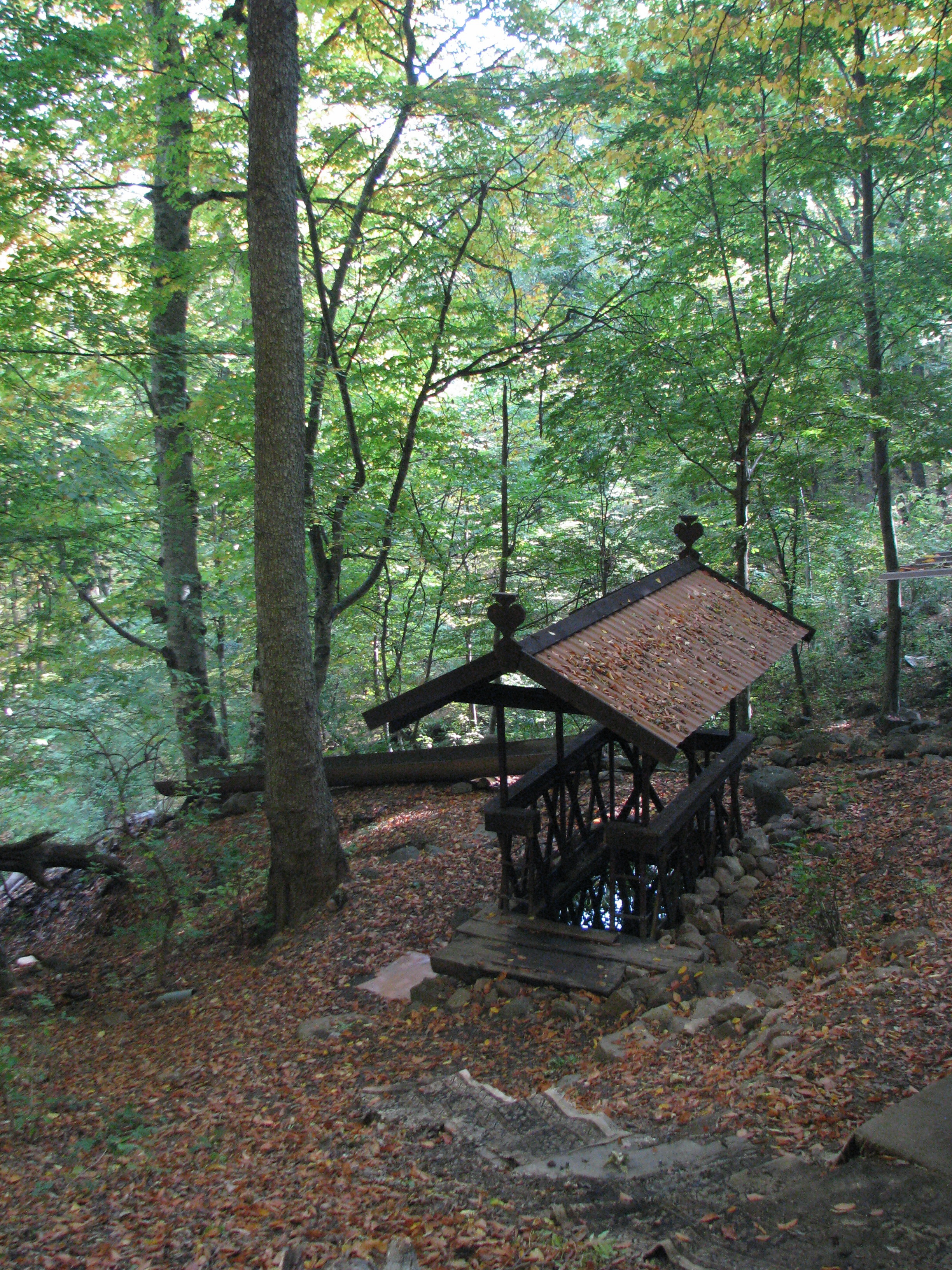
Купель внизу по склону

В последние годы вокруг источника оборудована зона отдыха. Над каптажем построена башня с посвятительной табличкой, ниже по склону купель. Имеются столы с навесами и оборудованные костровые площадки.